# Crane County
Das Crane County ist ein County im Bundesstaat Texas der Vereinigten Staaten. Das U.S. Census Bureau hat bei der Volkszählung 2020 eine Einwohnerzahl von 4.675 ermittelt. Der Sitz der County-Verwaltung ist in Crane.

## Geographie
Das County liegt westlich des geographischen Zentrums von Texas, etwa 50 km von der südöstlichsten Spitze von New Mexico entfernt und hat eine Fläche von 2035 Quadratkilometern, ohne nennenswerte Wasserfläche. Das County grenzt im Uhrzeigersinn an folgende Countys: Ector County, Upton County, Crockett County, Pecos County und Ward County.

## Geschichte
Crane County wurde am 26. Februar 1887 aus Teilen des Tom Green County gebildet und die Verwaltungsorganisation im Jahr 1927 abgeschlossen. Benannt wurde es nach William Carey Crane (1816–1865), einem Priester und Präsidenten der Baylor University in Waco.

## Demografische Daten

Alterspyramide des Crane Countys (Stand: 2000)

Nach der Volkszählung im Jahr 2000 lebten im Crane County 3.996 Menschen in 1.360 Haushalten und 1.082 Familien. Die Bevölkerungsdichte betrug 2 Einwohner pro Quadratkilometer. Ethnisch betrachtet setzte sich die Bevölkerung zusammen aus 73,70 Prozent Weißen, 2,90 Prozent Afroamerikanern, 0,98 Prozent amerikanischen Ureinwohnern, 0,35 Prozent Asiaten und 19,49 Prozent aus anderen ethnischen Gruppen; 2,58 Prozent stammten von zwei oder mehr Ethnien ab. 43,87 Prozent der Einwohner waren spanischer oder lateinamerikanischer Abstammung.
Von den 1.360 Haushalten hatten 43,4 Prozent Kinder oder Jugendliche, die mit ihnen zusammen lebten. 67,8 Prozent waren verheiratete, zusammenlebende Paare 7,9 Prozent waren allein erziehende Mütter und 20,4 Prozent waren keine Familien. 18,8 Prozent waren Singlehaushalte und in 9,5 Prozent lebten Menschen im Alter von 65 Jahren oder darüber. Die durchschnittliche Haushaltsgröße betrug 2,91 und die durchschnittliche Familiengröße betrug 3,35 Personen.
31,9 Prozent der Bevölkerung war unter 18 Jahre alt, 7,7 Prozent zwischen 18 und 24, 26,9 Prozent zwischen 25 und 44, 22,6 Prozent zwischen 45 und 64 und 10,9 Prozent waren 65 Jahre alt oder älter. Das Medianalter betrug 34 Jahre. Auf 100 weibliche Personen kamen 94,8 männliche Personen und auf 100 Frauen im Alter von 18 Jahren oder darüber kamen 90,5 Männer.
Das jährliche Durchschnittseinkommen eines Haushalts betrug 32.194 USD, das Durchschnittseinkommen einer Familie betrug 36.820 USD. Männer hatten ein Durchschnittseinkommen von 33.438 USD, Frauen 16.806 USD. Das Prokopfeinkommen betrug 15.374 USD. 12,4 Prozent der Familien und 13,4 Prozent der Einwohner lebten unterhalb der Armutsgrenze.

## Wirtschaft
Die Ölproduktion ist im County das wichtigste wirtschaftliche Segment. Die Waddell Ranch verfügte 2007 über mehr als 800 Ölquellen. Crane County ist eines der texanischen Counties mit der größten Ölproduktion. Rund 1,5 Milliarden Barrel (240,000,000 m³) wurde seit der ersten Entdeckung von Erdöl im County gefördert.